# Comunidad del Sur
A Comunidad del Sur foi uma comunidade intencional anarquista uruguaia fundada em 1955. Originalmente, contava com apenas oito habitantes, embora tenha chegado a agrupar 60 pessoas durante seu auge. A comunidade operava com base em princípios autogestionários. Para além da gestão coletiva da produção e das relações de gênero igualitárias, um dos focos da Comunidad del Sur foi prover um modelo alternativo e libertário de pedagogia para os filhos dos moradores.

## História

Reunião de membros da Comunidad del Sur

A Comunidad del Sur foi fundada em 20 de Agosto de 1955, no Barrio Sur, em Montevidéu, primariamente por estudantes da Escuela Nacional de Belas Artes. Para seus originadores, que se inspiravam em diversas correntes anarquistas, a nova comunidade deveria servir de exemplo e prefiguração para o funcionamento de uma sociedade libertária. Para além da colaboração com movimentos sociais locais, como o Movimiento Nacional de Lucha por la Tierra, os membros da Comunidad del Sur participaram da fundação da Federação Anarquista Uruguaia (fAu) em 1956. Mais tarde, juntamente com participantes do movimento estudantil, a Comunidad del Sur foi parte de uma corrente, aglutinada em torno de Luce Fabbri, que rompe com a fAu devido a seu apoio à Revolução Cubana.
Todos os membros fundadores da Comunidad del Sur foram perseguidos e presos ao menos uma vez pela ditadura civil-militar uruguaia e, em 1975, partiram em exílio, primeiro ao Peru e depois à Suécia. Na Suécia, fundam a Editorial Nordan-Comunidad, uma editora especializada na publicação de literatura libertária e ecologista em Espanhol e Suéco. A Editorial Nordan-Comunidad continua em atividade atualmente.
Em 1985, os membros da comunidade retornam ao Uruguai e a refundam, agora em um terreno de 13 hectáres, com construções feitas de forma alternativa e sustentável, usando materiais como o adobe. A Comunidad del Sur continuará operando neste terreno até sua dissolução.